# Мария Зердева
Мария Зердева е българска учителка от Македония.

## Биография
Родена е в Прилеп, тогава в Османската империя. В 1898 година завършва с VIII випуск Солунската българска девическа гимназия. Работи като учителка в българското девическо училище в родния си град. На празника Свети Никола е поканена от изпълняващия длъжността директор на прогимназията Никола Каранджулов заедно с много други учители и учителки на тържеството, на което танцуват западни танци по двойки. Прилепската българска община ги обвинява в неморално поведение и всички танцували са уволнени.
Заминава за Битоля, където също работи като учителка в българското женско училище. След това учителства и в Дойран.